# Носов, Виктор Петрович
Ви́ктор Петро́вич Но́сов (26 марта 1923, Сенгилей, Симбирская губерния, РСФСР — 13 февраля 1945, Балтийское море) — советский лётчик-штурмовик 51-го минно-торпедного полка Военно-Воздушных сил Балтийского флота во время Великой Отечественной войны, Герой Российской Федерации (23.02.1998, посмертно). Лейтенант (10.02.1945)

## Биография
Отец, Пётр Иванович, с четырнадцати лет работал курьером в суде. В декабре 1914 года был назначен секретарём Симбирского окружного суда. В 1918 году женился на Таисии Васильевне. Заочно окончил институт. Работал судьёй, затем прокурором. Так как прокурору не разрешалось работать на одном месте более 5 лет, то семья пожила в Ульяновске, Ардатове, Новодевичьем, Ставрополе (ныне Тольятти).
Виктор родился в 1923 году в городе Сенгилей Симбирской губернии Кроме него в семье были ещё старшая сестра и младший брат. Учился в Сенгилеевской и Новодевичинской школах. В 1939 году вместе с родителями переехал в Ставрополь, где и окончил 8 класс в средней школе № 1. Увлекался радиотехникой, поступил в фабрично-заводское училище, работал монтёром на местном радиоузле.
С 1942 года — член ВЛКСМ.
В том же году по направлению военкомата попал в пехотное училище, но вскоре переведён курсантом в 103-ю учебную авиационную эскадрилью Гражданского воздушного флота в Сталинабаде, а после её окончания в феврале 1943 года был зачислен в Военно-морское авиационное училище им. Леваневского, где получил специальность лётчика. В училище сформировался экипаж: лётчик — Виктор Носов, штурман — Александр Игошин и стрелок-радист — Фёдор Дорофеев.
18 октября 1944 года экипаж младшего лейтенанта Носова прибыл в 51-й минно-торпедный полк 8-й минно-торпедной авиадивизии Балтийского флота, оснащённый поставленными по ленд-лизу американскими самолётами «Бостон» А-20. Был зачислен лётчиком во 2-ю эскадрилью полка.

## Боевой путь
История службы Виктора Носова в различных источниках описывается неоднозначно. Всего экипаж Носова совершил шесть боевых вылетов и участвовал в четырёх атаках на вражеские суда.
Первый боевой вылет состоялся в декабре 1944 года. Российский историк Мирослав Морозов пишет, что 12 декабря 1944 года четвёрка советских самолётов (2 торпедоносца и два топмачтовика, в том числе Носов) на выходе из Данцигской бухты атаковали группу кораблей противника, идентифицированную лётчиками как конвой из двух транспортов с сильным охранением. В ходе атаки зенитным огнём был сбит один из торпедоносцев и серьёзно повреждён второй топмачтовик, из-за чего его пришлось списать. Самолёт Носова остался невредим, и по возвращении на аэродром, лётчик сообщил, что ему не удалось поразить цели. Другие советские пилоты по возвращении доложили, что ими был потоплен вражеский транспорт водоизмещением в 6000 тонн. Изданный в 1957 году Главным штабом ВМФ СССР «Справочник потерь военно-морского и торгового флотов Германии и её союзников, понесённых от ВМФ СССР в Великой Отечественной войне 1941—1945 гг.» оценивает донесение о потоплении транспорта как «не вполне достоверное». Более современный справочник «Потери флотов противника на морских ТВД Великой Отечественной войны 1941—1945 гг.» о потопленных от авиаударов немецких судах в этот день не сообщает вовсе. Немецкие источники, по данным М. Морозова, указывают, что атаке подверглось звено тральщиков, отправленных немецким командованием на помощь потерпевшему аварию транспорту, и единственной потерей с немецкой стороны стали трое раненых пулемётным огнём.
По сведениям М. Морозова, второй боевой вылет экипаж Носова совершил 22 декабря, когда принимал участие в массовом налёте на военно-морскую базу в Либаве. Несмотря на то, что истребители противника участвовали в воздушном бою с другой группой бомбардировщиков, штурмовая группа не смогла подавить силы ПВО порта, и в результате шестёрка топмачтовиков атаковала корабли противника при плотном зенитном огне. Три самолёта было сбито непосредственно в ходе атаки, и ещё один разбился при посадке, еле добравшись до линии фронта. По докладам выживших лётчиков, им удалось потопить транспорт в 8000 тонн и два сторожевика, в том числе один лично Носовым. Немецкие источники при этом не сообщают о каких-либо потерях среди транспортных судов, указывая о потопленных в результате авиаудара 16-метровом таможенном катере «Репортёр» и 51-тонном полицейском катере «SW 31».
Однако в представлении Виктора Носова к ордену Красного Знамени, подписанном командиром полка И. Орленко 26 декабря 1944 года, указывается, что Носов также участвовал в налёте на Либаву 14 декабря, в ходе которого в составе группы потопил транспорт противника водоизмещением в 7000 тонн. Морозов же, перечисляя фамилии лётчиков, участвовавших в данном налёте, Носова не называет. Кроме того, приводя немецкие данные о потерях в этот день, Морозов указывает, что, судя по быстрому ремонту пострадавших судов, ни одно из них не было поражёно авиабомбами с топмачтовиков. Дополнительную неразбериху вносит ещё одна существующая копия этого же представления Носова к награде, в которой от руки исправлены даты успешных атак на 12 декабря (транспорт в 7000 тонн в Либаве в группе) и 14 декабря (сторожевой катер в Либаве лично), хотя в прочих источниках о бомбардировках Либавы 12 декабря 1944 года не упоминается.
Следующая атака противника экипажем Носова, по данным Морозова, состоялась 5 февраля 1945 года, когда 4 самолёта (по 2 торпедоносца и топмачтовика) 51-го авиаполка атаковали вражеские суда в глубине Данцигской бухты. По донесениям лётчиков в результате атаки противник потерял два транспорта по 7000 тонн водоизмещением в точке с координатами 54°33′ с. ш. 19°20′ в. д. Самолёт Носова свои авиабомбы не сбросил. Уточнить результат атаки по немецким источникам в настоящее время невозможно, так как в тот же день ВВС СССР совершили массированный налёт на Пиллау, а германские источники приводят список потерь за этот день без указания, погибло ли судно в порту или на подходах к нему.
10 февраля 1945 года Виктору Носову было присвоено очередное воинское звание лейтенанта.

### Таран
13 февраля 1945 года четыре бомбардировщика 51-го минно-торпедного авиаполка, по два торпедоносца и топмачтовика, в том числе экипаж Носова, вылетели с целью атаковать немецкий конвой, состоявший по данным авиаразведки из трёх транспортов и двух кораблей охранения. Командир полка И. Ф. Орленко в своих мемуарах эмоционально описывал ход атаки:

До ощетинившегося выстрелами вражеского корабля оставалось метров 700, когда от прямого попадания снаряда загорелся «Бостон» Носова. Он вспыхнул сразу, словно факел, и лётчик направил свой горящий факел с бомбами прямо в борт корабля. Огромный столб пламени и дыма поднялся вверх, и транспорт водоизмещением 8000 тонн стал быстро оседать на корму. Опускающийся чёрный дым, как траурным покрывалом, прикрыл останки героев, а суровая Балтика приняла их в свои объятия.
Никто не знает слов, которыми, как последними рукопожатиями, обменялись в разъединённых кабинах горящего самолёта Виктор Носов и его славные соратники. Никто не знает, что сказал командир своему экипажу и что ответили ему штурман Александр Егошин и стрелок-радист Федор Дорофеев. Но тот, кто сражался в одном строю с Носовым над седыми волнами Балтики, тот слышал эти слова сквозь грохот боя:
— Если подобьют над целью, пойду на таран!

Памятник в Тольятти у школы № 4

Согласно представлению на звание Героя Советского Союза, составленному И. Орленко 23 апреля 1945 года, экипаж Носова, жертвуя собой, уничтожил вражеский транспорт водоизмещением 8000 тонн в точке с координатами 55°26′ с. ш. 19°00′ в. д., что подтверждали члены экипажей остальных самолётов. Однако при этом в перечислении успешных боевых вылетов экипажа указываются уничтожение им 22 декабря 1944 года сторожевого катера лично и уничтожение 5 февраля 1945 транспорта в 7000 тонн в группе, но отсутствуют данные о вылетах 12 и/или 14 декабря 1944.
Политическое управление Балтийского флота выпустило специальную листовку, посвящённую героическому экипажу:

«Мы с громом фашистскую нечисть развеем,

Пред нами берлинские стены падут,

Нас доблестный Носов, стрелок Дорофеев

И штурман Игошин на подвиг зовут»
— Сизова М. Военные летчики в море над Балтикой: Наш самолет подбит. Идем на таран фашистских кораблей! Комсомольская Правда. Беларусь (18 ноября 2015). Дата обращения: 5 апреля 2018.
Огненный таран описала и газета «Красный Балтийский флот», а 15 февраля о подвиге авиаторов на всю страну сообщило Совинформбюро:

Авиация Краснознамённого Балтийского флота атаковала в районе мыса Риксгефт (Балтийское море) несколько транспортов противника. Самолёт, пилотируемый лётчиком Носовым, был подбит и загорелся. Лётчик направил горящий самолёт на немецкий транспорт и врезался в него. Произошёл взрыв. Транспорт водоизмещением в 6 тысяч тонн пошёл ко дну. Экипаж, в составе тт. Носова, Игошина, и Дорофеева, погиб смертью героев. Другие наши самолёты, продолжая атаки, потопили второй немецкий транспорт водоизмещением в 10 тысяч тонн.
— Сообщения Советского Информбюро. — М.: Издание Совинформбюро, 1945. — Т. Том 8. Январь-май 1945 г.. — С. 78. — 216 с.
Результат атаки изменялся в различных источниках с течением времени. «Справочник потерь…» 1957 года сообщал о двух потопленных 13 февраля 1945 года вражеских транспортах в 10 000 и 6000 т, с уточнением «не вполне достоверно». Справочник «Потери флотов противника…» 1992 года указывает, что в этот день авиация СССР в районе косы Фрише-Нерунг потопила военный транспорт «Н-29» вместимостью 6150 брт. Исследователь А. Широкорад в 2006 году пишет, что был уничтожен германский военный транспорт: «Н-27», бывший французский пароход «Сан Матео». На ряде веб-сайтов приводится дополнительная информация из неизвестного источника, что «Н-27» перевозил двигатели для карликовых подлодок типа «Зеехунд», станки подземного патронного завода, печатное оборудование книжного издательства «Грейф» и газеты «Königsberger Allgemeine Zeitung». Гданьский клуб подводного плавания «Рекина» после войны, якобы, обнаружил затонувшее на небольшой глубине судно в районе с координатами 59°23′ с. ш. 18°58′ в. д. и в 1970-80-е годы совершал к нему регулярные погружения.
Мирослав Морозов в своих книгах 2006 и 2011 годов указывает на несостыковки в этой версии, отмечая, что конвой в момент атаки находился в 30 милях севернее мыса Хель и шёл северо-восточным курсом на Либаву, а везти в блокированный советскими войсками Курляндский котёл двигатели и станки не имело никакого смысла. Кроме того, судно «Сан Матео», хотя действительно принимало участие в перевозках в Восточной Балтике, пережило войну, вернулось в состав французского торгового флота и затонуло лишь в 1954 году в Юго-Восточной Азии.

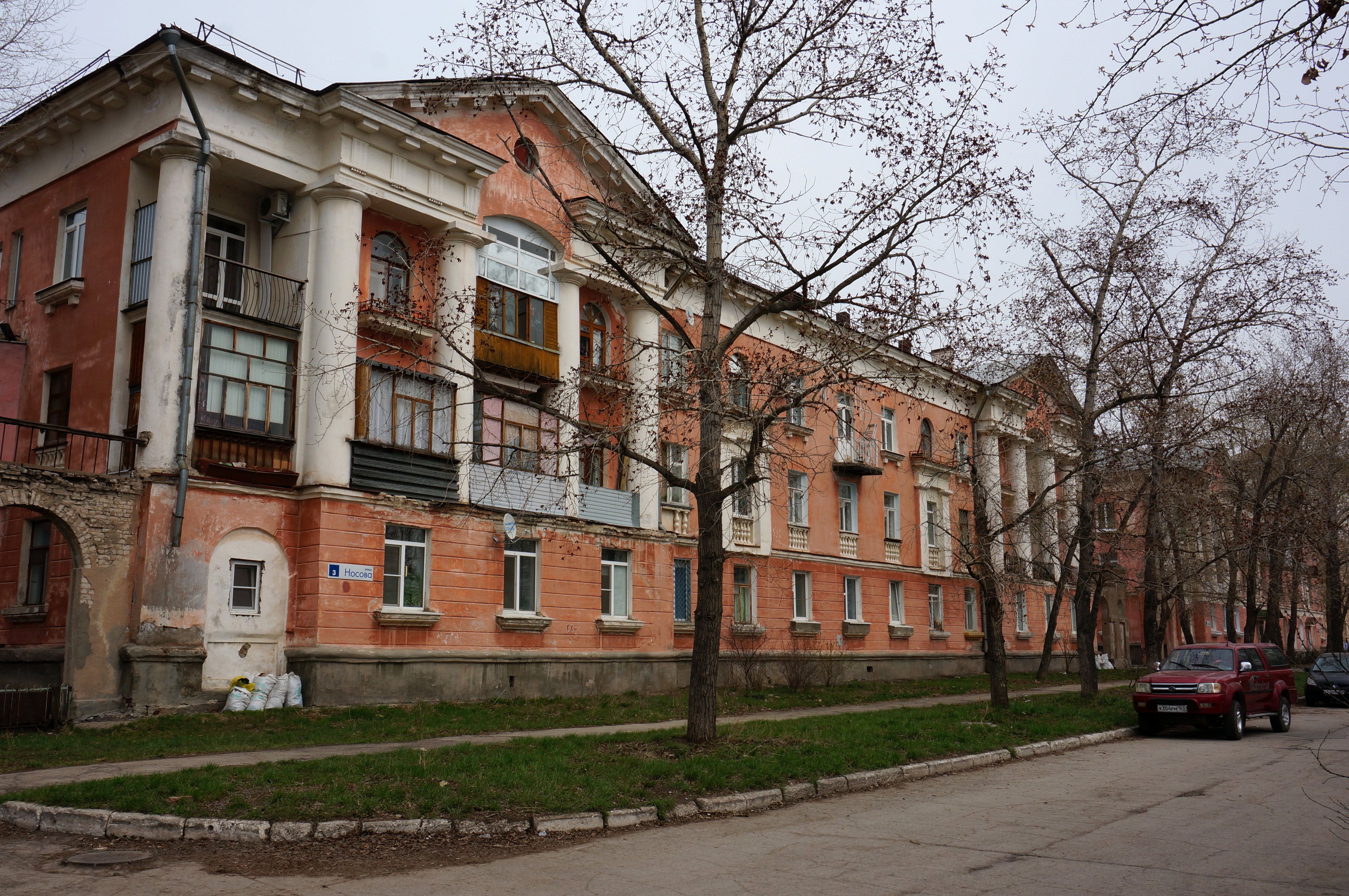
Улица Носова, Тольятти

 В исследованных Морозовым немецких источниках нет сообщений о потере какого-либо судна в результате авианалёта в южной Балтике 13 февраля. По данным немецкой стороны был атакован конвой из транспортов «Gumbinnen» и «Michael Ferdinand», направлявшийся из Готенхафена в Либаву. По опубликованным данным судового журнала охотника UJ 1207, находившегося в охранении конвоя, атака была безрезультатной, караван потерь не понёс:.

08.00. В охранении конвоя до Либавы.
14.30. Воздушная тревога. Атакуют 4 торпедоносца, один сбросил торпеду, попадания не было. Одна машина была сбита.
Оригинальный текст (нем.)
08.00 Uhr seeklar, mit Geleitzug nach Libau.
14.30 Uhr Fliegeralarm, 4 Torpedoflieger griffen uns an. 1 Flieger warf Torpedoes, ohne zu treffen. 1 Maschine wurde abgeschossen.

## Награды

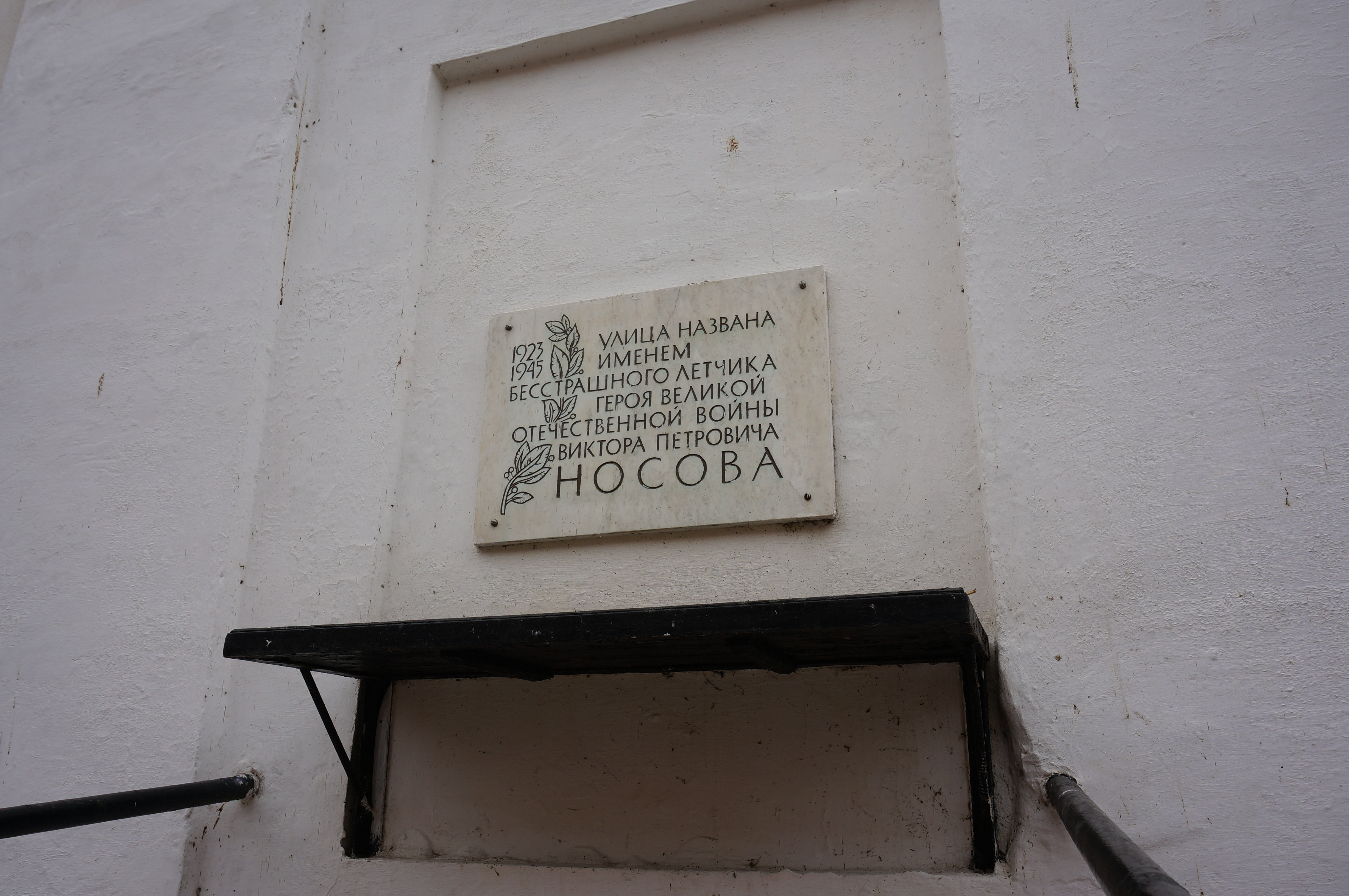
Мемориальная табличка на улице Носова, Тольятти

- Звание Героя Российской Федерации присвоено посмертно Указом Президента РФ № 187 от 23 февраля 1998 года «За мужество и героизм, проявленные в борьбе с немецко-фашистскими захватчиками в Великой Отечественной войне 1941—1945 годов»[27];
- Орден Красного Знамени — 20 января 1945 года приказом командующего Балтийским флотом «За отличное выполнение боевых заданий командования в период Великой Отечественной войны, мужество и героизм»[3].

В апреле 1945 года, в декабре 1947 года и в июне 1953 года Виктор Носов представлялся к присвоению звания Героя Советского Союза (посмертно), но данные ходатайства удовлетворены не были.

## Память

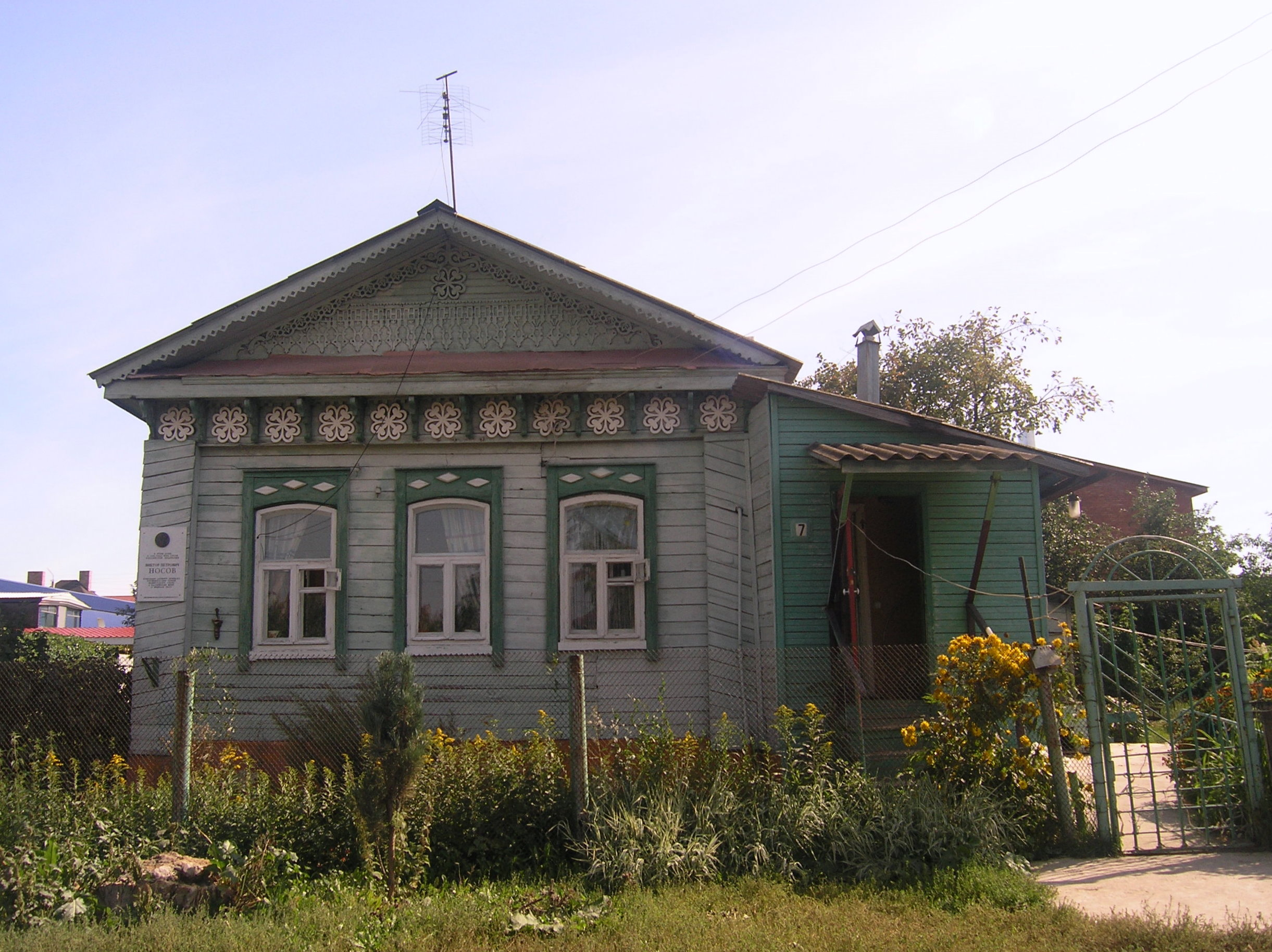
Дом в Ставрополе, где в 1940 году жил Носов

- Именем Виктора Носова были названы улицы в Тольятти (1958), Калининграде (1958), Сенгилее[19] (1945).
- Мемориальная доска установлена в Калининграде на фасаде дома № 5 по улице, носящей имя Носова. На ней изображены медаль «Золотая Звезда», портрет лётчика и выбита надпись: «Улица названа в 1958 году в честь лётчика 51-го минно-торпедного полка Краснознамённого Балтийского флота младшего лейтенанта Носова Виктора Петровича /26.03.1923-13.02.1945/. Погиб при таране фашистского транспорта в Балтийском море»[28].
- Мемориальная доска установлена в Тольятти (8 мая 1976) на здании дворца культуры, расположенном по адресу: ул. Носова, д. 10.
- Памятник Носову в 1965 году был установлен на площади перед речным вокзалом Сенгилея (скульптор Р. А. Айрапетян)[29].
- Памятник-бюст Носову открыт в Тольятти 8 мая 1967 года у средней школы № 4 (бывшей школы № 1) по адресу: ул. Горького, д. 88. На мемориальной доске постамента текст: «Виктор Петрович НОСОВ (1923—1945), лётчик-герой Великой Отечественной войны. Воспитанник школы № 1». Постамент памятника высотой 2,5 м облицован серыми мраморными плитами. Бюст — 40×80×90 см, выколотка, алюминий, тонированный под бронзу. Скульптор: Фролов А. И. (по другим данным Н. И. Колесников[30]). Памятник представляет художественную и историческую ценность[31].
- Барельеф В. П. Носова установлен на обелиске на площади Свободы в Тольятти.
- В Тольятти перед зданием школы № 1 установлен мемориал: стела с самолётом и барельефами погибших авиаторов-балтийцев, а также памятная доска с именами выпускников школы, погибших в годы Великой Отечественной войны на фронтах (авторы В. Д. Петров, И. И. Бурмистенко, В. Коршунов, Ю. Ащеулов, В. Калеватов)[31][32].
- Памятник экипажу бомбардировщика был открыт в Польше в Пуцком повяте Гданьского воеводства 13 марта 1968 года[19]. На десятитонном звездообразном монументе был установлен пропеллер самолёта и установлена мемориальная доска: «Советским лётчикам Виктору Носову, Александру Игошину, Федору Дорофееву, которые 13 февраля 1945 года пали богатырской смертью за нашу и вашу свободу. Граждане Пуцкого повята»[33]. В настоящее время от памятника остался лишь каменный монумент[34].
- Дом, в котором жили Носовы в Ставрополе, был сохранён при переносе города, находится по адресу: Пионерский проезд, д. 7. В 2000 году на доме была установлена мемориальная доска, но в 2015 году новые владельцы здания сняли её и передали в музей[35].